# Нова Людина-павук 2. Висока напруга
«Нова Людина-павук: Висока напруга» (англ. The Amazing Spider-Man 2) — американський фантастичний бойовик режисера Марка Вебба, прем'єра якого відбулась 24 квітня 2014 року. У головних ролях — Ендрю Ґарфілд, Емма Стоун, Джеймі Фокс. Стрічка є продовженням фільму «Нова Людина-павук».
Сценаристами стрічки були Алекс Куртцман, Роберто Орсі й Джефф Пінкнер, продюсерами були Аві Арад і Метью Толмач. Прем'єра фільму відбулась 16 квітня 2014 року у Бельгії та інших країнах, а в Україні — 24 квітня 2014 року.

## Сюжет
Вчений Річард Паркер записує відеоповідомлення, щоб пояснити своє зникнення. Пізніше він та його дружина Мері гинуть на борту приватного літака від руки кілера, якого найняли для вбивства Річарда. Після смерті пілота літак розбивається.
У наш час Пітер Паркер продовжує боротися зі злочинністю у подобі супергероя Людини-павука. Під час гонитви за російським гангстером Алєксєєм Ситсевічем герой рятує Макса Діллона, працівника компанії OsCorp Industries, після чого стає ідолом Макса. Водночас Пітер та його дівчина, Ґвен Стейсі, завершують навчання в старшій школі. Пітер не хоче порушувати обіцянку, яку дав покійному батьку Ґвен, тому розриває стосунки з дівчиною, щоб не наражати її на небезпеку. Він намагається зберегти дружні стосунки з Ґвен, але дізнається, що незабаром вона вирушить на навчання до Англії.
Гаррі Озборн, старий друг Пітера, повертається до Нью-Йорка, щоб побачитися зі смертельно хворим батьком Норманом — генеральним директором OsCorp. Він дізнається, що хвороба є спадковою і незабаром у нього з'являться перші симптоми. Наступного дня Норман помирає і Гаррі обіймає посаду генерального директора батькової компанії.
Під час ремонту електричних проводів у лабораторії Макс Діллон стає жертвою нещасного випадку з генетично модифікованими електричними вуграми, після чого мутує в живий електричний генератор. Він вирушає до Таймс-Сквер і влаштовує аварію в енергосистемі Нью-Йорка, чим привертає увагу Людини-павука. Герой намагається заспокоїти Макса, але поліція відкриває вогонь, після чого Діллон атакує Пітера потужними електричними зарядами. Врешті-решт Людині-павуку вдається зупинити лиходія і його відправляють до лікарні Рейвенкрофт для психічно хворих злочинців.
Тим часом у Гаррі проявляються перші симптоми хвороби, але він дізнається, що кров Людини-павука може допомогти йому зцілитися. Знаючи, що Пітер робить знімки Людини-павука для газети Daily Bugle, Гаррі просить його допомогти йому відшукати супергероя. Пітер відмовляється, мотивуючи це тим, що побічні ефекти переливання його крові можуть виявитися дуже непередбачуваними. Через деякий час рада директорів OsCorp звільняє Гаррі з посади генерального директора, після чого він укладає угоду з Максом, який тепер називає себе «Електро». Разом вони проникають в OsCorp, де Гаррі знаходить обладнання, створене Норманом, а також сироватку, виведену з отрути павуків. Однак замість того, щоб вилікувати Озборна, сироватка перетворює його на огидну, схожу на гобліна, істоту.
Пітер використовує інформацію, залишену його батьком, щоб знайти відеоповідомлення у лабораторії на покинутій станції метро. На відеозаписі Річард пояснює, що йому довелося покинути країну через те, що він відмовився брати участь у проєктах Нормана Озборна з виробництва біологічної зброї. Після цього Пітер отримує повідомлення від Ґвен і дізнається, що вона вирушає до аеропорту. Пітерові вдається знайти дівчину, після чого він зізнається їй у коханні й вони вирішують разом поїхати до Англії. Однак Електро влаштовує чергову аварію в енергосистемі і Пітер змушений вступити з ним у бій. Ґвен вирушає вслід за ним і разом їм вдається відновити енергопостачання, внаслідок чого лунає вибух і Електро гине. Після цього Гаррі, оснащений бронею та зброєю батька, прибуває на місце битви Людини-павука та Електро. Дізнавшись справжнє ім'я супергероя, Озборн викрадає Ґвен, намагаючись помститися за відмову у переливанні крові. Він бореться з Людиною-павуком на верхівці дзвіниці. Герой перемагає Гаррі, але йому не вдається врятувати Ґвен, і вона гине внаслідок падіння з дзвіниці.
Протягом п'яти місяців Пітер оплакує смерть Ґвен і часто навідує її могилу. Гаррі зцілюється від трансформації, спричиненої дією сироватки, а тим часом його спільник Ґюстав Фірс звільняє з в'язниці Алєксєя Ситсевіча та оснащує його електромеханічними обладунками. Взявши собі ім'я «Носоріг», Ситсевіч влаштовує в місті безлад, але запис промови Ґвен з випускного надихає Пітера повернутися до геройських справ і вступити в бій з Носорогом.

## У ролях
| Актор          | Персонаж                                                          | Роль |
| -------------- | ----------------------------------------------------------------- | --- |
| Ендрю Ґарфілд  | Пітер Паркер / Людина-павук (англ. Peter Parker / Spider-Man)     | Підліток-сирота, який здобув надлюдські здібності після укусу радіоактивного павука. Спочатку Пітер використовує свої здібності для того, щоб впіймати вбивцю свого дядька Бена, але незабаром вирішує боротися зі злочинністю під маскою супергероя Людини-павука. |
| Емма Стоун     | Ґвен Стейсі (англ. Gwen Stacy)                                    | Дівчина Пітера Паркера, учениця старших класів та інтерн в OsCorp Industries. |
| Джеймі Фокс    | Макс Діллон / Електро (англ. Max Dillon / Electro)                | Інженер в OsCorp Industries, який після нещасного випадку отримує надзвичайні здібності і використовує їх з лихими намірами. |
| Дейн ДеХаан    | Гаррі Осборн / Зелений Гоблін (англ. Harry Osborn / Green Goblin) | Старий друг Пітера Паркера, син бізнесмена Нормана Озборна, який вирушив на навчання до елітної школи-інтернату незадовго після загибелі батьків Пітера. Після невдалого експерименту перетворюється на суперлиходія Зеленого Гобліна.                              |
| Саллі Філд     | Мей Паркер (англ. May Parker)                                     | Тітка Пітера Паркера. |
| Кемпбелл Скотт | Річард Паркер (англ. Richard Parker)                              | Батько Пітера Паркера. |
| Ембет Девідц   | Мері Паркер (англ. Mary Parker)                                   | Мати Пітера Паркера. |
| Пол Джаматті   | Олексій Систсевіч / Носоріг (англ. Aleksei Sytsevich / The Rhino) | Російський гангстер-невдаха, пізніше — суперлиходій. |
| Фелісіті Джонс | Фелісія Гарді (англ. Felicia Hardy)                               | працівниця OsCorp Industries |
| Мартон Чокаш   | Ешлі Кафка (англ. Ashley Kafka)                                   | керівник Інституту Рейвенкрофта |
| Кріс Купер     | Норман Осборн (англ. Norman Osborn)                               | голова OsCorp Industries |
| Стен Лі        |                                                                   | камео |

## Сприйняття

### Критика
Станом на 15 лютого 2014 року рейтинг очікування фільму на сайті Rotten Tomatoes становив 99 % із 90,570 голосів, на Kino-teatr.ua — 100 % (14 голосів).
Фільм отримав змішані відгуки: Rotten Tomatoes дав оцінку 53 % на основі 250 відгуків від критиків (середня оцінка 5,9/10) і 71 % від глядачів із середньою оцінкою 3,8/5 (176,839 голосів). Загалом на сайті фільм має змішаний рейтинг, фільму зарахований «гнилий помідор» від кінокритиків, проте «попкорн» від глядачів, Internet Movie Database — 7,4/10 (116 343 голоси), Metacritic — 53/100 (49 відгуки критиків) і 7,2/10 від глядачів (753 голосів). Загалом на цьому ресурсі від критиків фільм отримав змішані відгуки, а від глядачів — позитивні.

### Касові збори
Під час показу в Україні, що розпочався 24 квітня 2014 року, протягом першого тижня фільм показали у 144 кінотеатрах і він зібрав 527,117 $, що на той час дозволило йому зайняти 1 місце серед усіх прем'єр. Станом на 14 травня 2014 року показ стрічки триває 3 тижні й за цей час стрічка зібрала 1,205,447 $. Із цим показником стрічка посіла 8 місце в українському кінопрокаті 2014 року.
Під час показу у США, що розпочався 2 травня 2014 року, протягом першого тижня фільм показали у 4,324 кінотеатрах і він зібрав 91,608,337 $, що на той час дозволило йому зайняти 1 місце серед усіх прем'єр. Станом на 14 травня 2014 року показ фільму триває 13 днів (1,9 тижня) і за цей час фільм зібрав у прокаті у США 153,429,874  доларів США, а у решті світу 404,585,000 $ (за іншими даними 404,724,743 $), тобто загалом 558,014,874 $ (за іншими даними 558,154,617 $) при бюджеті 200 млн $.